# 松澤裕作
松澤 裕作（まつざわ ゆうさく、1976年 - ）は、日本の歴史学者。慶應義塾大学経済学部教授。専門は日本社会史（近世・近代史）。

## 略歴
東京都生まれ。麻布中学校・高等学校、東京大学文学部卒業。後、同大学大学院人文社会系研究科に進学し、2002年に同博士課程を中退。2009年、論文「明治地方自治体制の起源：近世社会の危機と制度変容」で東京大学より博士（文学）の学位を取得。
2002年東京大学史料編纂所助手、2007年同助教、2011年専修大学経済学部准教授、2014年慶應義塾大学経済学部准教授。2020年より教授。
2025年『歴史学はこう考える』が新書大賞2025で3位に入賞。

## 著書

### 単著
- 『自由民権運動 〈デモクラシー〉の夢と挫折』岩波書店 2016
- 『町村合併から生まれた日本近代 明治の経験』講談社選書メチエ 2013
- 『重野安繹と久米邦武 「正史」を夢みた歴史家』山川出版社〈日本史リブレット〉 2012
- 『明治地方自治体制の起源 近世社会の危機と制度変容』東京大学出版会 2009
- 『生きづらい明治社会 不安と競争の時代』岩波ジュニア新書 2018
- 『日本近代村落の起源』岩波書店 2022
- 『歴史学はこう考える』筑摩書房〈ちくま新書〉、2024年。

### 編著
- 『近代日本のヒストリオグラフィー』山川出版社 2015
- 『森林と権力の比較史』編、勉誠出版 2019.2
- 『日本近・現代史研究入門』高嶋修一共編 岩波書店 2022.10

### 共著
- 『史料を読み解く 4 幕末・維新の政治と社会』鈴木淳・西川誠共著 山川出版社 2009
- 『大人のための社会科 未来を語るために』井手英策・宇野重規・坂井豊貴共著、有斐閣 2017.9

### 翻訳
- マーガレット・メール『歴史と国家 19世紀日本のナショナル・アイデンティティと学問』千葉功と訳者代表、東京大学出版会 2017